# Het einde van de lange rit
Het einde van de lange rit is het tweeëntwintigste deel uit de stripreeks Blueberry van Jean-Michel Charlier (scenario) en Jean Giraud (tekeningen). Het album verscheen voor het eerst in 1986 bij uitgeverij Novedi. Het album is daarna nog eens in 2003 bij uitgeverij Dargaud uitgebracht. Ook verscheen er een hardcover editie. Het einde van de lange rit werd in 2018 samen met de delen De ongrijpbare Navajo's en De laatste kaart integraal uitgegeven door Dargaud. 

## Inhoud
Blueberry zoekt contact met generaal Dodge terwijl deze in een trein naar het westen reist. Aan hem presenteert hij het bewijs van zijn onschuld met betrekking tot de diefstal van het zuidelijk goud. Met een list lukt het hem Kelly, een vroegere vijand, naar zich toe te lokken en komt Blueberry erachter dat er een nieuw complot gesmeed wordt om de president te vermoorden. De samenzweerders willen een berg opblazen waar de president met een trein langskomt en daarna de noodtoestand uitroepen. Opnieuw moet Blueberry hiervan de schuld krijgen. Blueberry, Red Neck en MacClure weten waar de samenzweerders vertoeven en gaan hier naartoe. Blueberry wordt gevangengenomen door Angel Face. Met hulp van Red Neck en MacClure weet hij te ontsnappen. Het hoofd van de samenzweerders blijkt generaal Allister te zijn. Blueberry, Red Neck en MacClure gaan naar de Rocky Mountains waar Grant over een paar dagen met de trein reist. Wanneer deze aankomt slaagt Blueberry er definitief in zijn onschuld te bewijzen en volgt eerherstel. 

## Hoofdpersonen
- Blueberry, cavalerieluitenant
- MacClure
- Red Neck
- Kelly, commandant van de gevangenis waar Blueberry al eerder verbleef
- Angel Face, misvormde man die Blueberry wil vermoorden.
- Generaal Grant, president van de Verenigde Staten
- General Allister, generaal uit het leger waaronder Blueberry diende tijdens de indianenoorlog, die een complot opzet om Grant te doden en de macht te grijpen in de Verenigde Staten
- Angel Face